# Frank Brett
Frank Bernard Brett (sinh ngày 10 tháng 3 năm 1899 – 21 tháng 7 năm 1988) là một cầu thủ bóng đá người Anh thi đấu ở vị trí hậu vệ.